# 노쓰하루정
노쓰하루정(野津原町)은 오이타현 중앙부에 있던 정이다.
2005년 1월 1일에 기타아마베군 사가노세키정과 함께 오이타시에 편입해, 자치체로서는 소멸하였다.

## 역사
- 1970년 4월 1일 - 노쓰하루촌이 성립하였다.
- 1959년 2월 1일 - 정으로 승격해 노쓰하루정이 되었다.
- 2005년 1월 1일 - 기타아마베군 사가노세키정과 함께 오이타시에 편입되었다.

## 교통

### 도로
- 국도 442호선